# القصر الكبير
القصر الكبير (بالأمازيغية : ⵍⵇⵚⵔ ⵍⴽⴱⵉⵔ) هي مدينة بإقليم العرائش في جهة طنجة تطوان الحسيمة. تقع في للمملكة المغربية عند واد متسع، على ضفاف نهر اللوكوس الذي يحيط بها من جهتي الغرب والجنوب، متوسطة بذلك منطقة فسيحة تعرف بحوض اللوكوس. ونظراً لقربها الجغرافي من المحيط الأطلسي (30 كلم)، ومن البحر الأبيض المتوسط (90 كلم) فهي تخضع لمناخ متوسطي تخترقه مؤثرات أطلسية شديد الشبه بنظيره الذي يهيمن على جهات متعددة في الجنوب الغربي من شبه الجزيرة الأيبيرية. ويتميز فصل الصيف فيها بارتفاع درجات الحرارة التي تسهم في تلطيفها أحياناً المؤثرات الاطلنتية.
تبعد مدينة القصر الكبير عن العاصمة الرباط بحوالي 143 كلم. كما تبعد عن فاس ب 137 كلم وعن طنجة ب 84 كلم  متوسطة بذلك أهم المراكز الحضرية بالنصف الشمالي من المملكة.
تقدّر ساكنة المدينة حسب إحصاء سنة 2014 ب 126617 نسمة. ويبلغ عدد الأجانب المقيمون بها 114 نسمة تنتمي لجنسيات مختلفة تنحدر من قارات آسيا وأفريقيا وأوروبا....
تتواصل مدينة القصر الكبير مع أهم المدن المغربية عبر خطوط السكك الحديدية التي تربطها بكل من طنجة والميناء المتوسطي شمالا، وبفاس ووجدة شرقا، وبالرباط، الدار البيضاء ومراكش جنوبا، كما أنها متصلة بجل مدن المملكة عبر شبكة الطرق الوطنية.
اشتهرت مدينة القصر الكبير تاريخيا بمعركة وادي المخازن (سنة 986 هـ الموافق 1578 م)، أو معركة الملوك الثلاثة والتي انتصر فيها المغرب على الاجتياح البرتغالي.
ويعتمد اقتصاد المدينة على الزراعة والتجارة، وذلك بفضل المجهودات التي بذلها أبناء المدينة في تحسين ظروف عيشهم. وتعتبر المدينة مركزاً لجماعة الدعوة والتبليغ والتي قادها البشير اليونسي الذي كان له الفضل في الدعوة إلى الله في هذه المدينة وفي سائر مدن المغرب، والتي انبثقت بعدها عدد من الجمعيات الإسلامية.
وبفضل تشييد سد واد المخازن فقد تراجعت مخاطر الفياضانات بشكل كبير، وبالمقابل فقد ساهم انحسار مياه الفياضانات في تضاعف حجم المساحات الصالحة للزراعة، والتي زودت بنظام هيدروليكي متطور للسقي، تزامنا مع استحداث مكتب جهوي للاستثمار الفلاحي بالقصر الكبير في أبريل 1975.

## تاريخ المدينة
الوجود البشري بمنطقة القصر الكبير يعود وجود الإنسان بمنطقة القصر الكبير إلى مرحلة ما قبل التاريخ حيث أتاحت له إمكانيات العيش بها فرصة لمواصلة الاستقرار الدائم بفضائاتها ويظهر ذلك جليا من خلال الرسوم الحجرية التي تم العثور عليها في مغارات وتجاويف الجبال القريبة وكذا بمقاطع الأحجار التي تم العثور عليها بمحيط المدينة والتي تعود إلى العصر النيوليثي القديم. وبالنظر إلى خصوبة محيط القصر الكبير وموقعه الجغرافي الممتد بين منعرجات ضفتي اللوكوس السفلى فقد جمعته الدراسات الميثولوجية بمنطقة الغرب الأقصى التي شهدت إحدى منجزات هرقل في رحلته الشهيرة إلى حدائق هسبيرديس ومما لا شك فيه أن تواصل منطقة القصر الكبير مع ليكسوس القريبة منها بالنظر إلى وجودها على نهر اللوكوس الذي يصب في المحيط الأطلسي ونظراً لما كان لهذه الأخيرة من أهمية في الأزمنة القديمة فمن المؤكد أنه حصل اتصال مبكر لهذه الجهة مع المبادلات الثقافية والاقتصادية التي كانت تجري في منطقة مضيق جبل طارق منذ ما قبل التاريخ. وهو ما يؤكده الحضور الفينيقي المتمثل في المواقع الأركيلوجية التي تم العثور عليها بمحيط المدينة، كدليل قاطع عن وصول المعمرين الأوائل إليها وخاصة الفنيقيين الذين وفدوا من شرق البحر الأبيض المتوسط،
ومن المرجح جدا أن مدينة القصر الكبير قد أقيمت على أنقاض القلعة الرومانية القديمة «أوبيدوم نوفوم» أو المدينة العامرة لموريطانية الطنجية والتي تم العثور على كثير من آثارها خلال القرون الأخيرة،  خاصة خلال القرن العشرين حيث سيتنامى ظهورها من خلال إنجاز الأشغال العمومية الكبرى بالمدينة كتعمير المدينة وتوسعتها خلال فثرة الحماية الإسبانية وكذلك خلال أعمال توسعة شبكة الصرف الصحي وتقويتها وكذا أشغال ترميم المسجد الأعظم وإصلاحه حيث تم العثور على قطع أثرية مهمة من فخار ورخام وقنوات وعملات نقدية ونقائش تحمل كتابات رومانية ظاهرة، على غرار تلك التي أدمجت ضمن مكونات صومعة المسجد الأعظم للمدينة وتبقى أهم القطع الأثرية التي تم العثور عليها بالمدينة تلك النقيشة اليونانية التي كتب عليها بحروف يونانية بارزة، وهو ما سمح بإدراجها في سياق الوجود البيزنطي بشمال المغرب خلال القرن السادس قبل الميلاد.

## التطور السكاني
Source: (بالعربية) (بالفرنسية) "Démographie". www.commune-ksarkebir.ma. مؤرشف من الأصل في 2013-02-16.

## الموقع الجغرافي

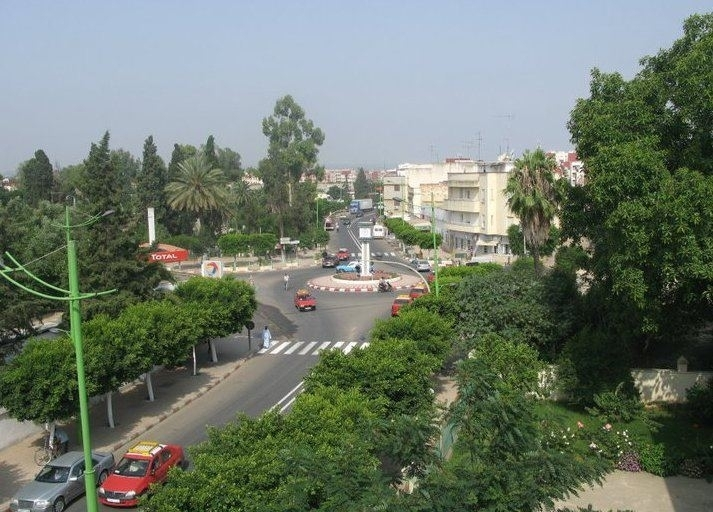
مدينة القصر الكبير

تقع مدينة القصر الكبير وسط حوض اللوكوس بالشمال الغربي للمملكة المغربية، عند الضفة اليمنى لنهر لوكوس داخل سهل الغرب وهي تتوسط المراكز الحضرية الكبرى لشمال المغرب. حيث تفصلها عن طنجة 119 كلم، وعن تطوان 137 كلم وعن مكناس 140 كلم وعن العاصمة الرباط 154 كلم.
ترتفع مدينة القصر الكبير عن مستوى سطح البحر بارتفاعات تتراوح ما بين 14 و 20 متر. وتتمركز عند خط الطول 5,55 ° غرب غرينتش وخط العرض الشمالي 34,57°
تكمن الأهمية الإستراتيجية لهذا الموقع في أنه شكل قديما محطة رئيسية على الطريق التي كانت تربط ما بين المستعمرات الرومانية في الشمال والجنوب خاصة وأن نهر اللوكوس، وحسب شهادات النصوص شكل طريقا وممرا سهلا للمواصلات في فثرة ما قبل الإسلام.
ونظراً لهذه الأهمية الإستراتيجية فقد اتخذت المدينة على مر العصور كمحطة أساسية لاستراحة الجيوش أو الاستعداد للمعارك والحملات العسكرية.
أما من الناحية الاقتصادية فتموقع القصر الكبير عند مركز حوض اللوكوس جعله محاطا بدائرة ترابية خصيبة تضم حوضا مائيا مساحته 2560 كلم مربع يخترقه نهر اللوكوس الدي ينبع من جبال الريف ويتمتع حوض اللوكوس بشروط تحفيزية جد ملائمة للاستثمار وذلك راجع بالأساس إلى خصوبة تربته التي تجود بمختلف المحاصيل الزراعية وإلى التساقطات المطرية المهمة بالإضافة إلى موقعه الجغرافي الاستراتيجي الواقع على نفس المسافة من قطبي طنجة والرباط المحاطين بدورهما بأبرز الأسواق الاستهلاكية في المغرب وهو أيضا قريب جدا من أوروبا 150 كلم وموصول بميناء طنجة المتوسطي إما بواسطة قطارات الشحن أو الطريق السيار مما يؤهله ليكون قطبا فلاحيا رائدا وموطنا للصناعات الغدائية التحويلية بجهة طنجة تطوان.

## ملحمة القصر الكبير
تسمى أيضا بمعركة واد المخازن أو معركة الملوك الثلاثة
في زمن كانت تغير فيه الجيوش الصليبية على الطرف الشرقي لدار الإسلام، فتحتل، وتنهب، وتشرد، وفي زمن كانت فيه البرتغال أقوى إمبراطورية في العالم إلى جانب إسبانيا، حيث امتدت رقعتها إلى مناطق شاسعة من العالم، في هذا الزمن حين بلغ الصليبيون قمة قوتهم، فكان لا بد –في نظرهم- من كسر شوكة الإسلام في جناحه الغربي.
في سنة 981 هـ تولى العرش ملك المغرب محمد المتوكل [1]، وبقي على العرش حوالي السنتين، إذ انقلب عليه أبو مروان عبد الملك السعدي، وأخوه أحمد (وهما من عائلة المتوكل) بمساعدة العثمانيين الذين كانوا على الحدود الشرقية للمغرب، في الجزائر. فما كان من المتوكل إلا أن فرّ إلى البرتغال طالباً النجدة من إمبراطورها دونْ سباستيان على أن يسلمه كل شواطئ المغرب على المحيط الأطلسي دون استثناء.
هكذا وجد سباستيان فرصته الذهبية للقضاء على الإسلام في جناحه الغربي، وتنصير المسلمين فيه تطبيقاً لوصايا إيزابيلا الكاثوليكية. وبدأ الإمبراطور البرتغالي مشاوراته مع أباطرة أوروبا وملوكها، فاتصل أول الأمر بخاله فيليب الثاني عاهل إسبانيا، الذي سمح للمتطوعين من كل ممالكه بمرافقة سباستيان إلى المغرب للقتال في سبيل الصليب، وتحرك سباستيان بجيوش نظامية من ألمانيا وإيطاليا وإسبانيا والفاتيكان البابوية ومتطوعين من إنجلترا وفرنسا بالإضافة إلى جيوشه البرتغالية.
وعلم عبد الملك ملك المغرب بالمخطط الذي يحاك ضد بلاده، فبعث رسالة إلى إمبراطور إسبانيا يدعوه إلى حسن الجوار وإقامة علاقات صداقة، كما بعث لسباستيان يؤنّبه فيها على العمل الذي ينوي الإقدام عليه، ويهدده بسوء المصير، ويدعوه في الوقت نفسه إلى الدخول في السلم، والشروع في المفاوضات، ومما جاء في الرسالة:
»إنّ عزمك على محاربتي في عقر داري ظلم وعدوان، وأنت تعلم أني لا أضمر لك شراً، ولم أقم بحركة ضدك، فكيف تبيح لنفسك أن تسطو على حقوق وهبني الله إياها وتقدمها لشخص آخر هو محمد المتوكل، مقابل وعود (تسليم شواطئ الأطلسي)، لا يستطيع أن يفي لك بها ما دمت على قيد الحياة، وباستثناء العاصمة مراكش فإنني مستعد أن أتنازل لابن أخي (محمد المتوكل) على أي قضية، وإنك بإغرائك مغربياً على أخيه تقوم بعمل مشين لن يخدم سمعة البرتغال. إني أعلم أنك في طريقك لإبعادي عن مملكتي، ولكنك لا تعلم أنك بكل ما تملك وبما يوجد تحتك من ممالك لن تقدر على ذلك، ولا تظن أن الجبن هو الذي يملي علي ما أقول لك، فإن فعلتَ فإنك تعرض نفسك للهلاك، وإنني مستعد للتفاهم معك رأساً لرأس في المحل الذي تريده، وإنني أفعل كل هذا سعياً في عدم هلاكك المحقق عندي، ولا يملي علي هذه المشاعر إلا محبّتي للعدل، وإنني أقبل أن أتحاكم معك لدى محكمتك التي لا تستطيع ان تنتزع من أحد حقاً من حقوقه ظلماً وعدواناً لتعطيه لغيره، وإنني أقبل حكمها مسبقاً، وإنني أشهد الله على ما أقول، وأعلم أنك شاب لا تجربة لك، وأن في حاشيتك من يشير عليك بآراء فاشلة، لكن هيهات أن يمتنع الذي عزم«.
بداية المعركة وإستراتيجية عبد الملك في الحوار مع إمبراطور البرتغال..
بدأت الحملة الصليبية في السابع من تموز (رمضان) 986 ه، وانطلقت المراكب من ميناء قادس متوجهة صوب المغرب، حاملة جيوشاً صليبية هي أقوى جيوش العالم آنذاك عدداً وعدة.
وصلت الجيوش إلى مدينة أصيلة فاحتلتها ونواحيها، وكان ملك المغرب عبد الملك في مراكش آنذاك، فبعث إلى سباستيان برسالة قال فيها:»إنني أعترف بشجاعتك وشهامتك يا سباسيتان، ودليلنا على ذلك هو هجومك على بلادنا الآمنة، إنني أنحي عليك باللوم لآنك انتهزت فرصة غيابي وهجمت على المدن والقرى الوديعة تفتك بالمدنيين والفلاحين العزّل، وهذا لم أكن أعهده فيك، والآن ففي إمكانك أن تنتظرني أياماً أقدم عليك«.
وتأثر سباستيان بالرسالة بفعل الغرور، وكان هذا شيئاً هاماً ينم عن ذكاء عبد الملك، وذلك لكي لا تتوغل جيوش سباستيان في الآراضي المغربية، فيكسب سكانها الذي سيحاربون إلى جانبه بالإكراه.
وسافر عبد الملك إلى مدينة القصر الكبير، فكتب مرة أخرى إلى سباستيان:»لقد قطعت أنا المراحل والمسافات الطويلة لمقابلتك، أفلا تتحرك أنت يا سباستيان لمقابلتي، لتبرهن على شجاعتك وشدة مراسك؟«وكانت هذه أيضاً خطة ناجحة لإبعاد الجيوش الأوروبية عن مراكز التموين على البحر.
الملحمة..

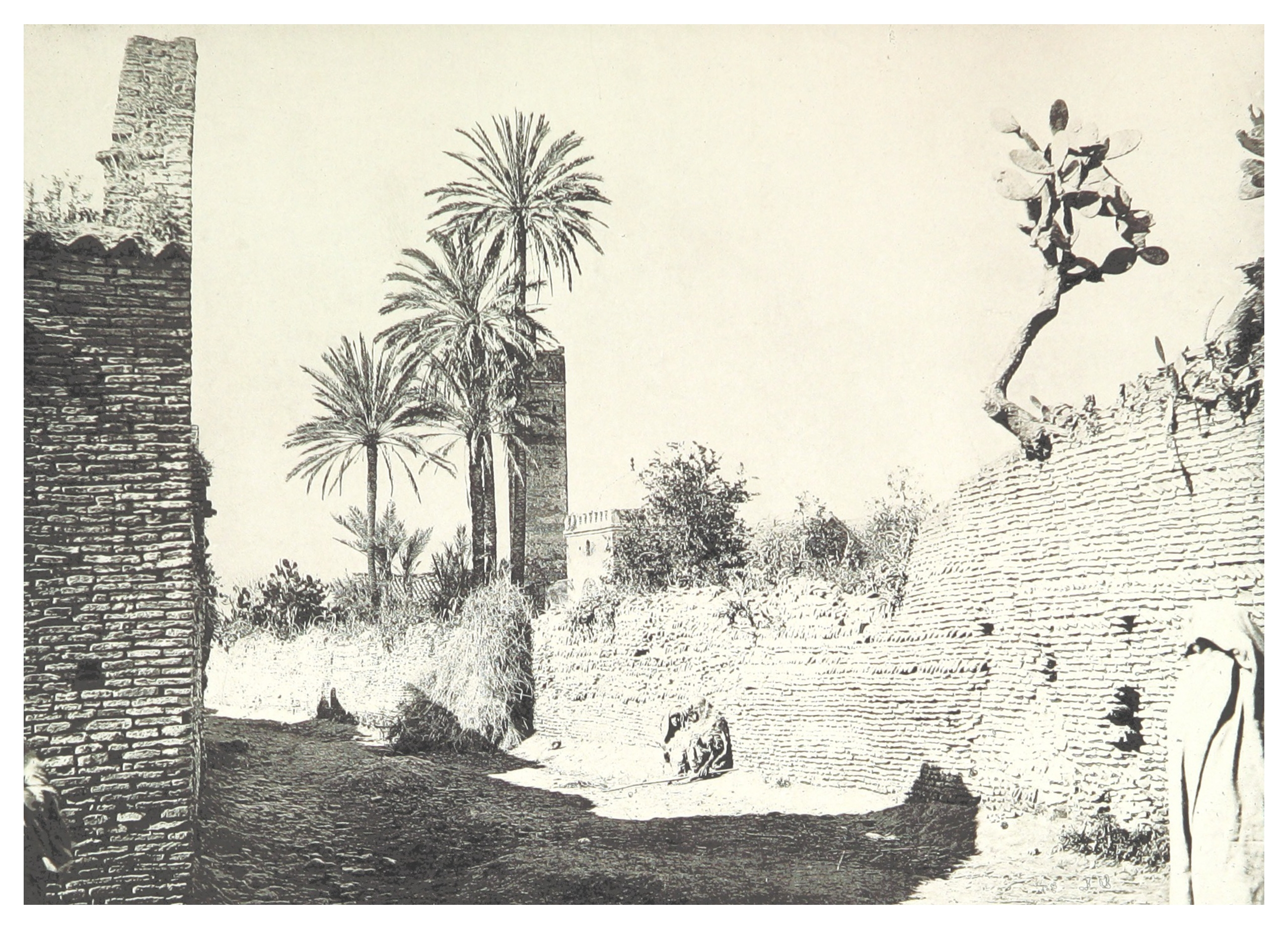
1870

وفعلاً تحركت الجيوش الأوروبية الصليبية مهاجمةً المغاربة الذي استدرجوا هذه الجيوش إلى سهل القصر الكبير في مكان استراتيجي بين وادي المخازن في الخلف ونهر لوكوس على اليمين ووادي وارور في الأمام. ثم كان الشطر الثاني من خطة المسلمين للمعركة، إذ هدموا جسر وادي الخازن لقطع خط الرجعة على الفلول الصليبية، وأخيراً كان الملتقى بعد فجر يوم الاثنين 30 جمادى الأولى سنة 986 هـ (4 آب/أغسطس 1578 م). ويصف لنا المؤلف المغربي الأفراني المعركة في كتابه»نزهة الحادي في أخبار القرن الحادي«قائلاً:» نزل العدو على وادي المخازن، وقطعه بجيوشه وعبر جسر الوادي، فأمر عبد الملك بالقنطرة أن تهدم، ووجه لها كتيبة من الخيل فهدموها، ثم زحف بجيوش المسلمين وخيل الله المسوّمة، فالتقت الفئتان، وحمي الوطيس، وأسودّ الجو بنقع الغبار، ودخان مدافع البارود، إلى أن هبّت على المسلمين ريح النصر، فولّى المشركون الأدبار، وقُتِل الطاغية البرتغالي غريقاً في الوادي، ولم ينجُ من الروم إلا عدد نذر وشرذمة قليلة«.
وصدق الله العظيم:)إن تنصروا الله ينصركم ويثبّت أقدامكم([محمد: 7]، صدق الذي أعزّ عبده، ونصر جنده، وهزم الأحزاب وحده. وسبحانه، ففي يوم واحد –في هذه المعركة- مات ثلاثة ملوك، الأول معتدٍ هو سباستيان، الذي قُتِل من جراء جرحين أصيب بهما في رأسه، وجرح آخر في ساعده، ثم غرق في الوادي، والثاني هو محمد المتوكل، غرق أيضاً فأخذوه وطافوا به في القصر الكبير، وفاس ومراكش، أما الأخير فهو أبو مروان عبد الملك، صعدت روحه إلى ربها راضية مرضية، بعد المرض الذي أصابه وهو يوجّه أوامره ويسيّر المعركة من داخل خيمته.[2]
نتائج معركة القصر الكبير
هل كانت معركة صليبية؟ لقد غيّرت معركة القصر الكبير مجرى مهماً في التاريخ، إذ فقدت البرتغال –مثلاً- استقلالها، وفقدت ممتلكاتها الواسعة في العالم وأوقفت الهجمات الصليبية الشرسة الأوروبية عموماً والبرتغالية خصوصاً على الخليج العربي. أما المغرب فقد جنى غنائم طائلة، وكسب سمعة عالية، حتى بدأت دول أوروبا نفسها تخطب ودّه، وهذا ما أوجد في نفس الأوروبيين عقدة حاصة، ذهبوا معها إلى أن المعركة لم تكن صليبية، ومن بين هؤلاء المؤرخ الفرنسي هنري تيراس الذي يقول:»إنها لم تكن من الصدمات الكبرى بين النصرانية والإسلام، بل كانت –حسب تواريخ البرتغال والمغاربة معاً- حادثاً عرَضياً بدون مقدمة ولا نتائج«.
وهذا خطأ، وإلا كيف نفسر ما ترتبت على المعركة من نتائج لا يجهلها هذا المؤرخ نفسه؟ وكيف نفسر الاستعدادات طويلة الأمد، ومشاركة جيوش كثيرة من أوروبا بلغ تعدادها 35 ألف مقائل صليبي[3] عدا المتطوعين الذين يزيدون على عشرة آلاف، على متن ألفي مركب شراعي، في الوقت الذي كان فيه تعداد المسلمين 37 ألف مقاتل ضمنهم أربعة آلاف من الجيوش العثمانية التي تكوّن فرق المدفعية والبارود.
ولعل من المفيد هنا أن أورد ما قاله كاستوني دوفوس[4] حول نظرة البرتغال إلى المعركة:»إن من المؤكد أن رجال البلاط في لشبونة كانوا ينظرون إلى تلك الحرب وكأنها رحلة من رحلات الساحة، وليس أدل على ذلك من أنهم كانوا يهيئون الصلبان لتعليقها على مساجد فاس ومراكش. وقد أبدى كثير من نساء الطبقة النبيلة رغبتهن في مصاحبة الجيش البرتغالي وكأنهن سيحضرن إلى ملعب لسباق الخيل، وكان الشاعر الكبير كاموانس، الذي اشتهر بكونه أنبغ الشعراء وأكثرهم قصائد في الحث على القضاء على المغاربة، على فراش الموت، وحيث لم يستطع ركوب البحر فإنه بعث مع الجنود أغنية مجّد فيها المحاربين الذي باركهم البابا، وصلى من أجل انتصارهم«.
وأورد مؤرخون آخرون حالة الاستعداد التي كانت عليها أوروبا قبل المعركة، إذ ذهب الخبال ببعض المهندسين إلى درجة أنهم وضعوا تصميمات لتحويل قبة القرويين إلى مذبح كنائسي تعلّق فيه صورة العذراء.
وهذا فقط يكفي للدلالة على أن معركة القصر الكبير كانت صداماً حاسماً بين الإسلام والنصرانية المزيفة، أي وبتعبير آخر: كانت معركة صليبية فاصلة في التاريخ.
[1] محمد المتوكل: من ملوك دولة السعديين بالمغرب، وعبد الملك هو ابن عمه.
[2] بعض الروايات تقول: إنه سُفي سماً من طرف أحد خدامه الأتراك.
[3] بعض الوثائق الأجنبية تذكر أنهم كانوا ستة آلاف مقاتل، انظر الجزء 3 من سلسلة دي كاسطري، ص 397.
[4] مؤرخ فرنسي من القرن الماضي.

## حوض اللوكوس
يقع حوض اللوكوس في الشمال الغربي للمملكة، ما بين منطقتي طنجة والغرب على منتصف الطريق الرابط بين الرباط وطنجة وهو عبارة عن مجال ترابي خصيب مساحته 250.600 هكتار تتخلله شبكة هيدرولوجية تتوزع بين المياه السطحية 610 مليون متر مكعب والمياه الجوفية 91 مليون متر مكعب ويخترقه نهر اللوكوس الدي ينبع من جبال الريف حيث تتجمع مياهه بسد واد المخازن قبل أن تكمل مسارها تحو المحيط الأطلسي

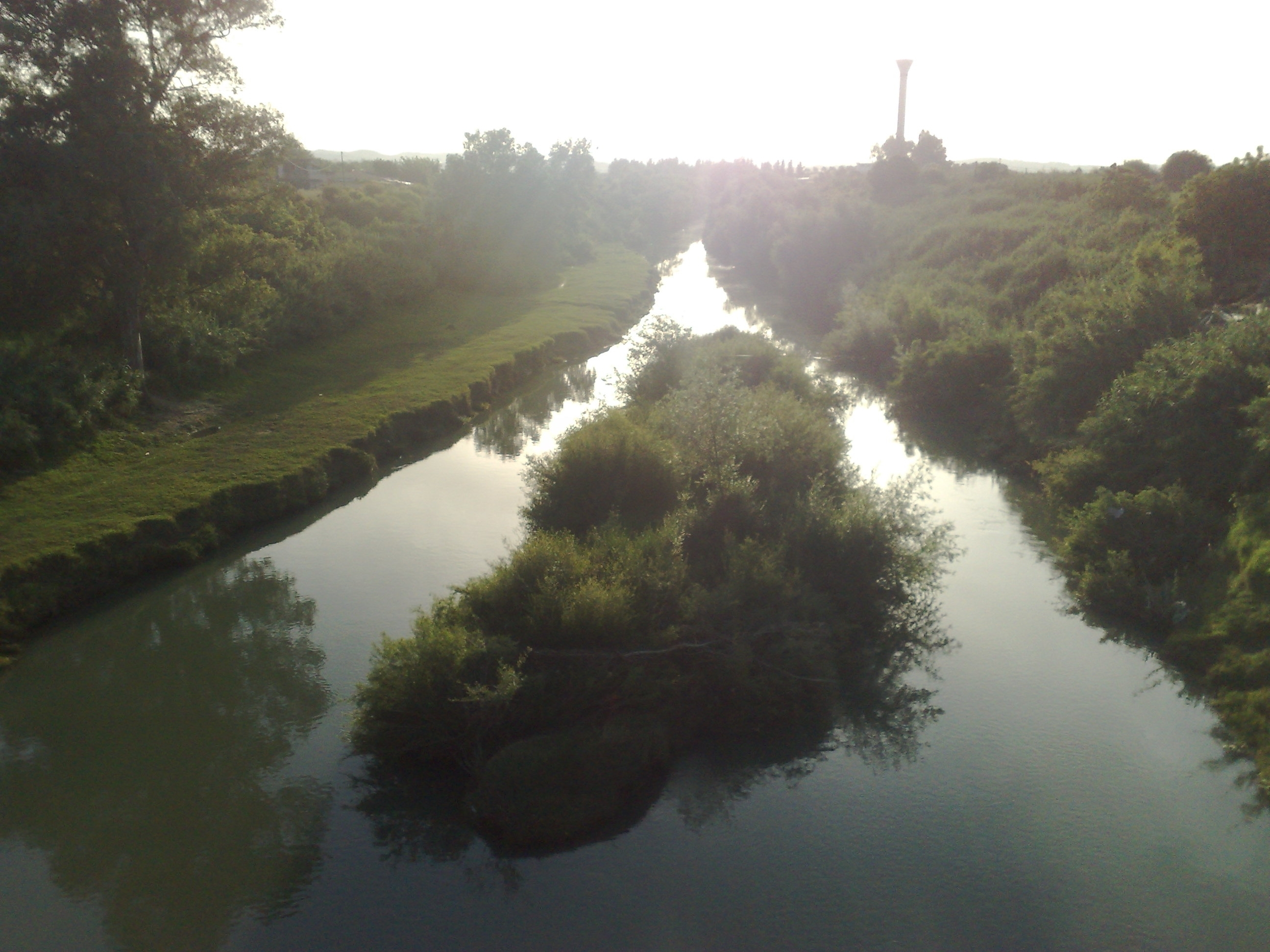
نهر اللوكوس جنوب القصر الكبير

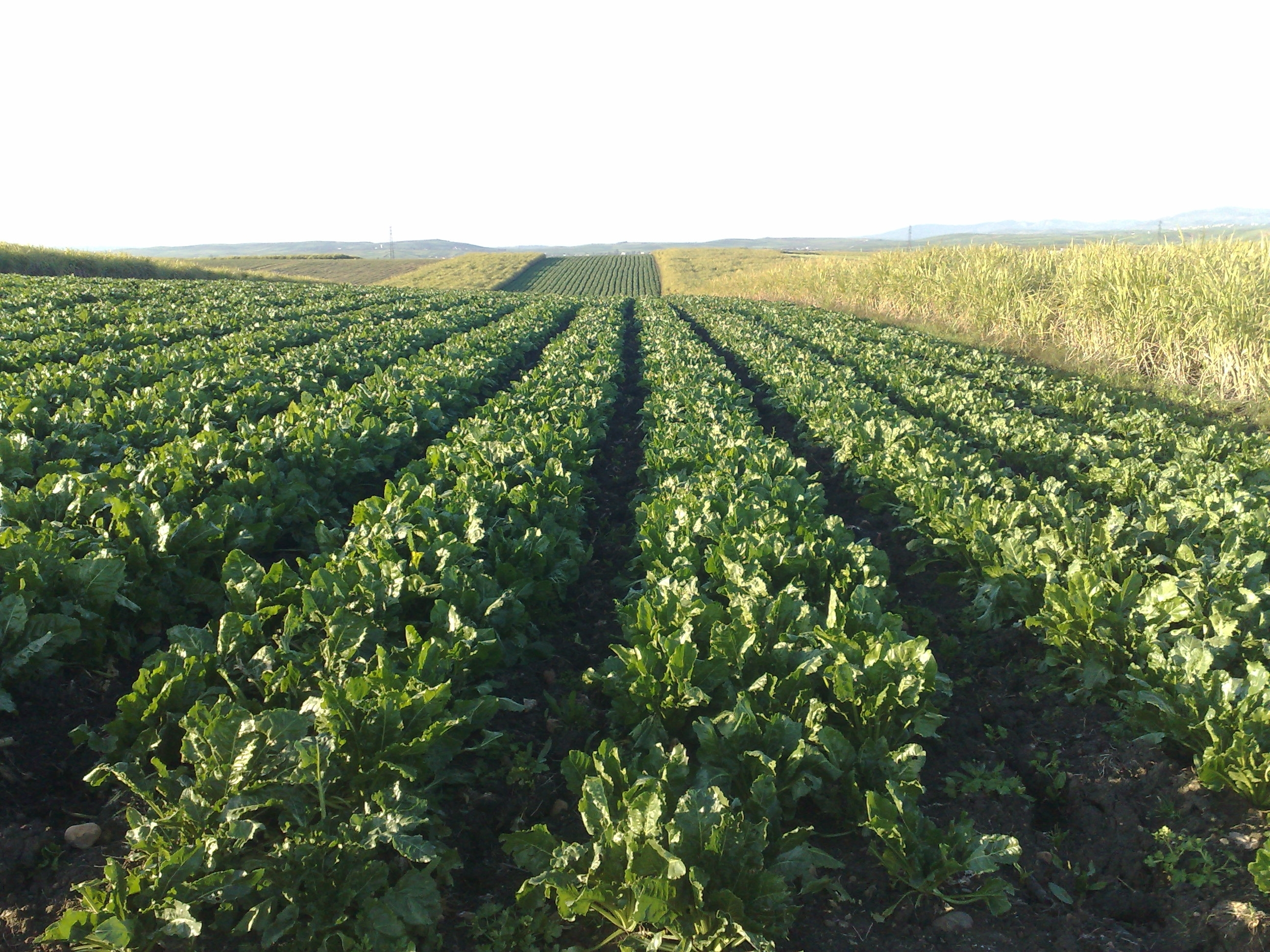
حقول المزروعات السكرية شمال القصر الكبير

يتمتع حوض اللوكوس بشروط تحفيزية جد ملائمة للاستثمار ودلك راجع بالأساس إلى خصوبة تربته الرسوبية الثقيلة والتي تجود بمختلف المحاصيل الزراعية والتساقطات المطرية المهمة (المعدل السنوي للتساقطات المطرية 700 ملم موزعة ما بين 15 أكثوبر و 15 أبريل) بالإضافة إلى مناخه المتوسطي المعتدل (المعدل السنوي للحرارة: 11 درجة في فصل الشتاء و 25 درجة في فصل الصيف) كما أن موقعه الجغرافي الاستراتيجي والواقع على نفس المسافة من قطبي طنجة والرباط المحاطين بدورهما بأبرز الأسواق الاستهلاكية في المغرب يجعل فرص الاستثمار بهدا الحوض مثمرة ومربحة وهو أيضا قريب جدا من أسواق أوروبا 150 كلم وموصول بميناء طنجة المتوسطي اما عير الطريق السيار الوطني واما بواسطة قطارات الشحن بمحطة القصر الكبير واحدة من كبريات المدن التي تتوسط هدا الحوض المائي (أكثر من 132 ألف نسمة) مما يؤهلها لتتحول إلى قطب فلاحي رائد وموطنا للصناعات الغدائية التحويلية بجهة طنجة تطوان.
ينقسم حوض اللوكوس بين جهتي طنجة-تطوان والغرب-الشراردة-بني حسان ويتوزع ترابه بين عدة ادارات ترابية (العرائش، القنيطرة، وزان) وهو ما جعل حوض اللوكوس يعيش حالة من التشردم الإداري الدي يؤثر سلبا على المردودية الاقتصادية لهدا الحوض، الأمر الدي دفع بفعاليات المجتمع المدني بالقصر الكبير المتضرر الأكبر من هفوات التقطيع الترابي (من مثقفين ومسؤولين وأحزاب) إلى المطالبة بتوحيد الإطار الإداري لهدا الحوض عبر استحداث إدارة ترابية جديدة مركزها مدينة القصر الكبير التي تعثبر عاصمة إستراتيجية وتاريخية لحوض اللوكوس == دائرة اللوكوس == 
| الجماعة       | عدد السكان |
| ------------- | ---------- |
| المجموع       | 115.794    |
| العوامرة      | 40.605     |
| مركز العوامرة | 7793       |
| سوق القلة     | 14965      |
| قصر بجير      | 16.306     |
| سوق الطلبة    | 13.142     |
| بوجديان       | 11166      |
| تطفت          | 9.527      |

## سد واد المخازن

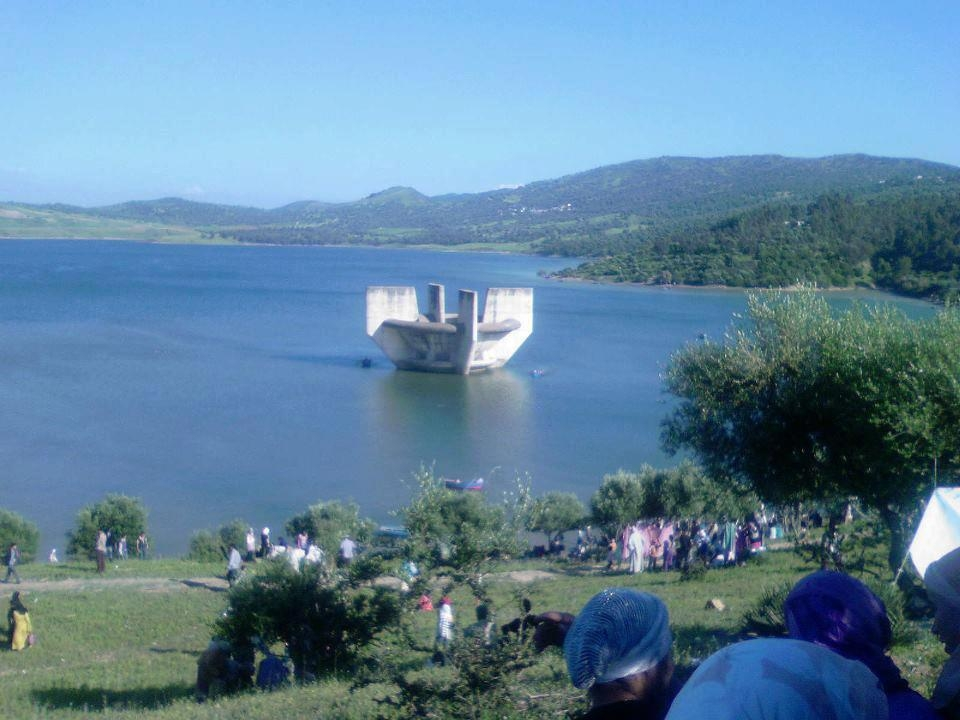
ضفاف سد واد المخازن

بني سد واد المخازن بضواحي مدينة القصر الكبير في عهد الملك الراحل الحسن الثاني وقد أبى جلالته إلا أن يطلق عليه اسم معركة واد المخازن الشهيرة والتي حقق فيها أبناء المنطقة نصرا تاريخيا رفقة الكتائب النظامية لجيش الملك عبد الملك السعدي وكان قد دشن هدا السد العظيم في جو مهيب حضره وزراء خارجية الدول الإسلامية والأمين العام للمؤتمر الإسلامي وعدد كبير من الشخصيات الإسلامية وممثلين عن الصحافة الدولية ومئات الآلاف من أبناء الشعب المغربي الدين حجوا إلى مدينة القصر الكبير لحضور هدا الحدث التاريخي. وقد ألقى الملك في حضرتهم خطابا تاريخيا حمد فيه الله سبحانه وتعالى وشكره على نعمته السابقة وعطائه الوافر. ثم توجه جلالته بالشكر إلى دولة الكويت الشقيقة التي ساهمت في بناء هدا الصرح العظيم.

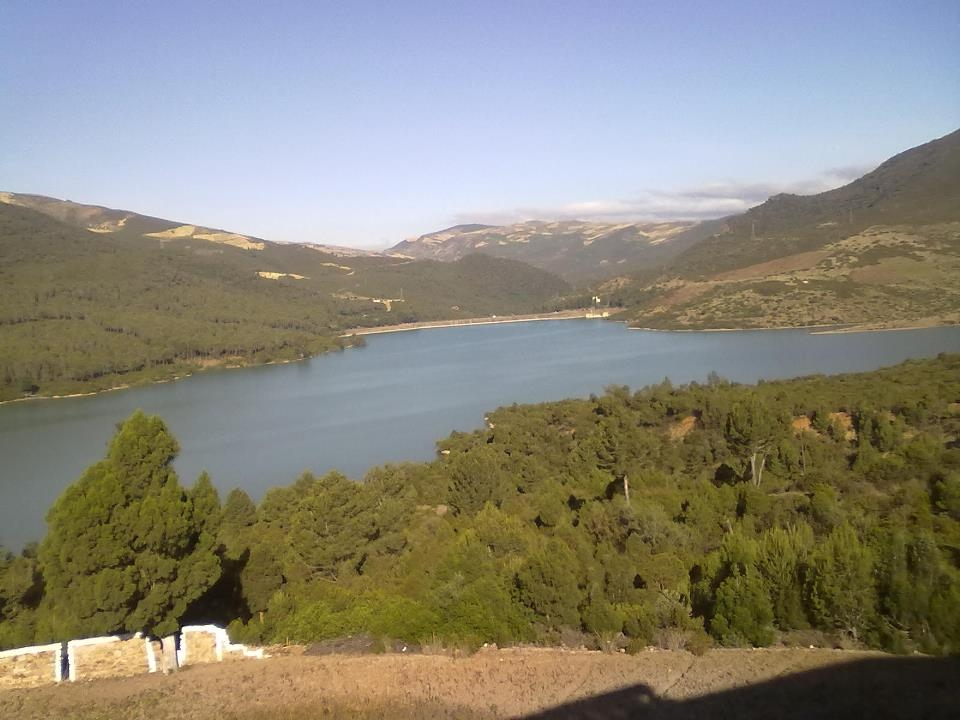
سد واد المخازن عن بعد

وكان تدشين سد وادي المخازن حدثا بارزا في تاريخ مدينة القصر الكبير والمغرب عموما حيث ارتبط بالمؤتمر العاشر لوزراء خارجية الدول الإسلامية ليضفي على المدينة والبلاد طابعا من المزج بين العمل الديبلوماسي الوطني والنهضة الاقتصادية والاجتماعية المطردة لمنطقة حوض اللوكوس خصوصا والمغرب عموما
معطيات عامة حول سد واد المخازن
يبعد سد واد المخازن عن مدينة القصر الكبير بحوالي 10 كيلومترات وتبلغ حقينته 773 مليون متر مكعب وهو بذلك يعد سادس أكبر سد بالمملكة المغربية بعد كل من سد الوحدة وسد المسيرة وسد بين الوديان وسد إدريس الأول وسد محمد بن عبد الله. حيث يشغل مساحة تقدر ب 1.820 كلم مربع ما يعني أن حجمه يفوق حجم مدينة القصر الكبير أكبر مدن حوض اللوكوس ب 14 مرة وهو يرتفع عن مستوى سطح البحر ب 67 متر ويتغدي من الشبكة الهيدروليجية الممتدة من إقليم الحسيمة إلى إقليم العرائش ويبلغ متوسط حجم إنتاجه السنوي من الطاقة ما يقارب 36 ميكاوات في الساعة
يؤدي سد واد المخازن جملة من الوظائف أهمها
- إمداد التجمعات السكانية القريبة بالمياه الصالحة للشرب (القصر الكبير، وزان، العرائش)
- ري المحاصيل وسقي المزروعات عبر الشبكة السقوية لحوض اللوكوس
- حماية مدينة القصر الكبير من الفياضانات الموسمية لنهر اللوكوس
- حماية الأراضي الفلاحية للمنطقة السفلى من حوض اللوكوس من الفيضانات التي تشكل خطرا كبيرا على القطاع الفلاحي
- توليد الطاقة الكهربائية اللازمة لإنارة مدن المنطقة وتشغيل مصانع الحوض

وقد ألقى الملك بمناسبة تدشين سد واد المخازن خطابا تاريخيا قال فيه:

## المكتب الجهوي للاستثمار الفلاحي

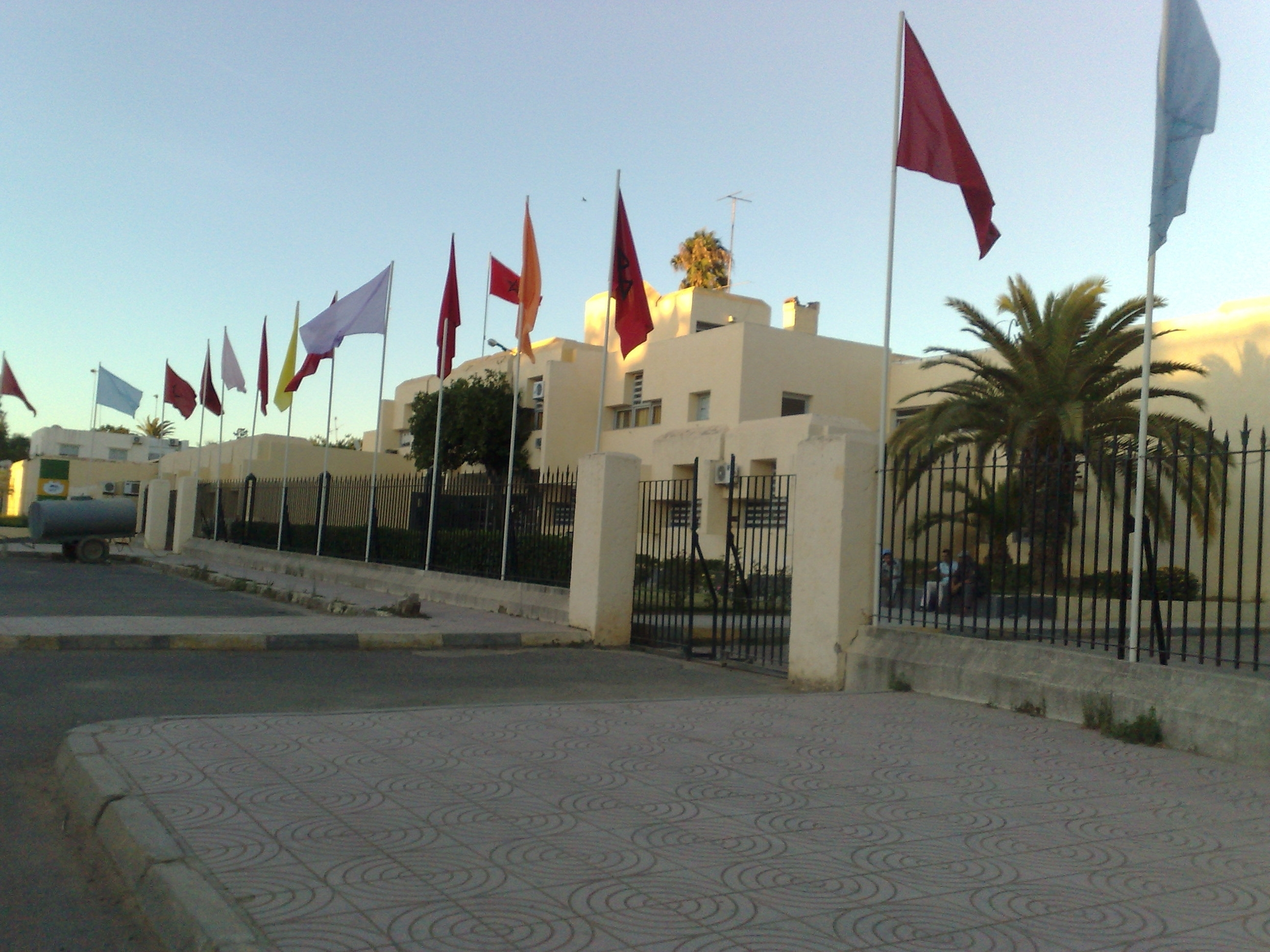
المكتب الجهوي للاستثمار الفلاحي بالقصر الكبير

تم استحداث المكتب الجهوي للاستثمار الفلاحي لحوض اللوكوس بمدينة القصر الكبير في 23 من أبريل سنة 1975 بمقتضى الظهير الشريف بمثابة قانون رقم 1.74.238 الصادر في 11 ربيع الثاني 1395 هجرية الموافق ل 23 أبريل 1975 وقد أوكلت الدولة اليه عددا من الاختصاصات والمهام أبرزها

### اختصاصات المكتب الجهوي للاستثمار الفلاحي بالقصر الكبير
- إنجاز ومتابعة أشغال ضم الأراضي بعضها إلى بعض
- جهيز شبكة الري وتصريف المياه
- تهيئة المنشآت الرامية إلى تحسين الإنتاج الفلاحي
- استغلال المنشآت العمومية الخاصة بالري وتصريف المياه بحوض اللوكوس
- العمل على تسيير استثمار مؤسسات الاستغلال الفلاحية والمساهمة في التكوين المهني للفلاحين
- إنجاز العمليات التي تقررها الحكومة بخصوص العقار والاستثمار ولا سيما في ما يرجع لأملاك الدولة والجماعات المحلية
- ممارسة حقوق السلطات العمومية

### الهيكل التنظيمي للمكتب الجهوي للاستثمار الفلاحي
يدير المكتب الجهوي للاستثمار الفلاحي بالقصر الكبير مصلحتين وعدة أقسام يتوزع مجال عملها بين عدد من المقاطعات التابعة لعدد من الدوائر بكل من جهة طنجة-تطوان وجهة الغرب الشراردة بني حسان فأما المصلحتين فهما مصلحة التدقيق الداخلي ومراقبة التدبير ومصلحة الوسائل العامة وأما الأقسام فهي تتوزع بين قسم الاستصلاحات وقسم تسيير شبكة الري وصرف المياه وقسم الموارد البشرية وقسم التخطيط والمالية وقسم التنمية الفلاحية وأما المقاطعات التي يديرها المكتب فتتوزع بين مقاطعة القصر الكبير ومقاطعة العوامرة بدائرة القصر الكبير ومقاطعة للا ميمونة بدائرة للا ميمونة ومقاطعة الريصانة التي يتبع شمالها لدائرة العرائش بينما يتبع جنوبها لدائرة القصر الكبير ومقاطعة تطفت التابعة لدائرة القر الكبير

### أهم شركاء المكتب الجهوي للاستثمار الفلاحي بالقصر الكبير
تعثبر وزارة الداخلية وكذا وزارتي الفلاحة والمالية من أهم شركاء المكتب الجهوي للاستثمار الفلاحي بالإضافة إلى السلطات المحلية والإقليمية والجهوية باعتبارهم كممثلين أساسيين عن الدوائر الحكومية بالإضافة إلى وكالة إنعاش وتنمية أقاليم الشمال وبعض المؤسسات المنتخبة كالغرف الفلاحية ومجالس الجماعات المحلية وكدا بعض الجمعيات المهنية والتعاونيات وبعض المنظمات غير الحكومية... ويبقى أهم الشركاء الماليين للمكتب البنك الألماني (KFW) والبنك الدولي للإنشاء والتعمير (BIRD) والبنك الأفريقي للتنمية (BAD) والصندوق العربي للإنماء الاقتصادي والاجتماعي (FADES) والصندوق الكويتي (FK) والبنك الأوروبي للاستثمار (BEI).

## معرض الصور

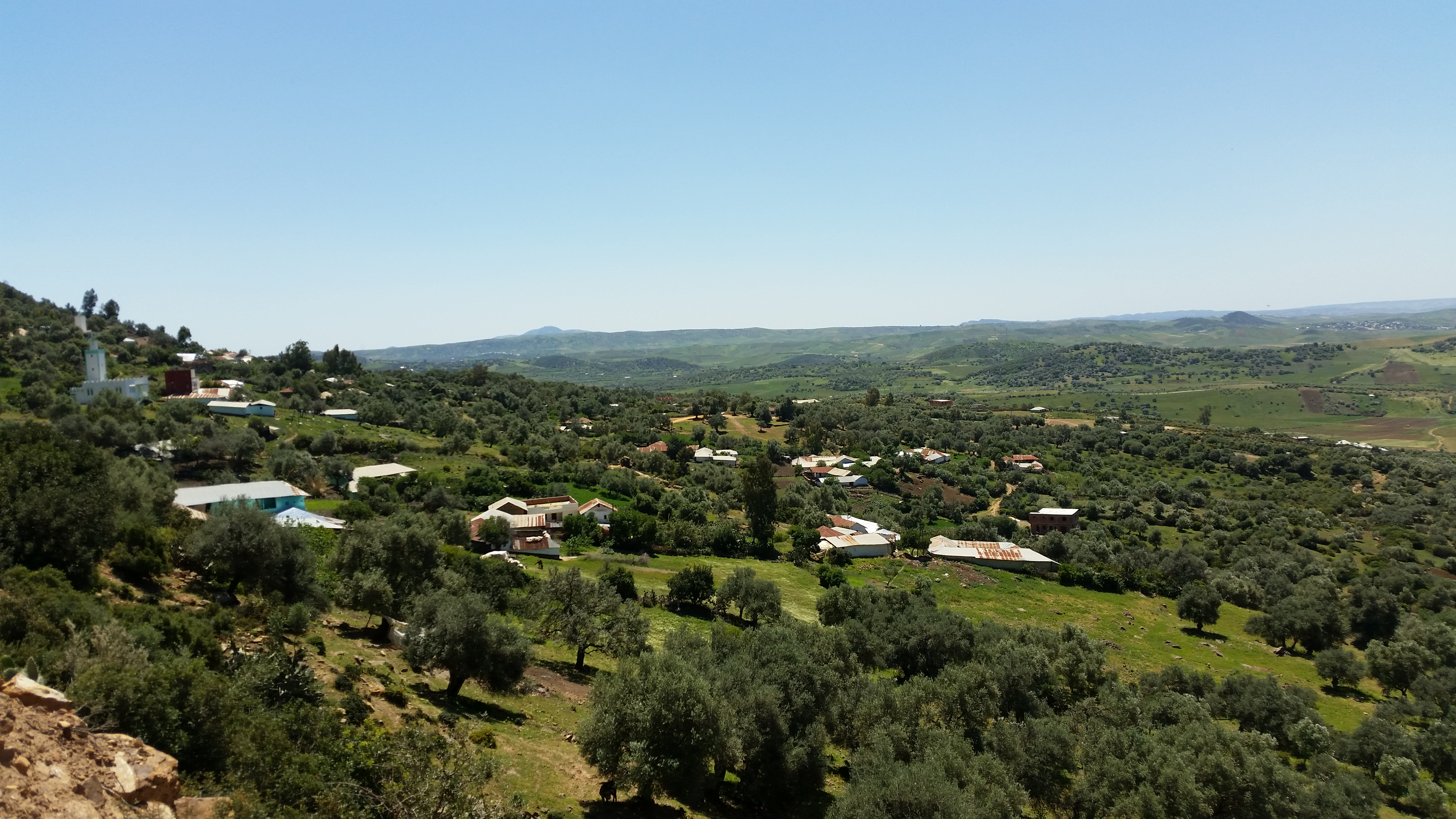

القصر الكبير